# Christoph von Dohna (Oberlausitz)
Christoph von Dohna († 1560 in Bautzen) gehörte dem Oberlausitzer Adelsgeschlecht der Dohna an. Er besaß umfangreiche Ländereien im Westen des Markgraftums, die er zunächst gemeinsam mit seinem Bruder Johann, nach dessen Tod dann allein verwaltete. Seinen Stammsitz hatte er in Königsbrück.
1549 wurde er vom böhmischen König Ferdinand I. zum Landvogt der Oberlausitz berufen. In dieser Funktion war er einer der wenigen einheimischen Adligen und der erste Protestant. Trotzdem waren seine Standesgenossen und ebenso die Oberlausitzer Städte mit seiner Amtsführung sehr unzufrieden. Dohna vernachlässigte die Abhaltung von Gerichtstagen und die Kanzlei des Bautzener Oberamts auf der Ortenburg, so dass die Amtsgeschäfte dort nur mit großer Verzögerung abgewickelt wurden. Außerdem ließ er einige Ämter unbesetzt, um die dafür bestimmten Amtsgefälle (eine Art von Honorar) in die eigene Tasche stecken zu können. Die Stände der Oberlausitz verklagten Christoph von Dohna daher 1560 beim königlichen Appellationsgericht in Prag. Noch ehe der Prozess eröffnet worden war, starb der Landvogt während eines Gottesdienstes im Bautzener Petridom. Die Zeitgenossen meinten, Dohna habe der Zorn Gottes getroffen. Er hinterließ keinen erbberechtigten Nachkommen und seine Güter fielen als erledigte Lehen an die böhmische Krone.